# Yumi (youtubare)
För andra betydelser, se Yumi.

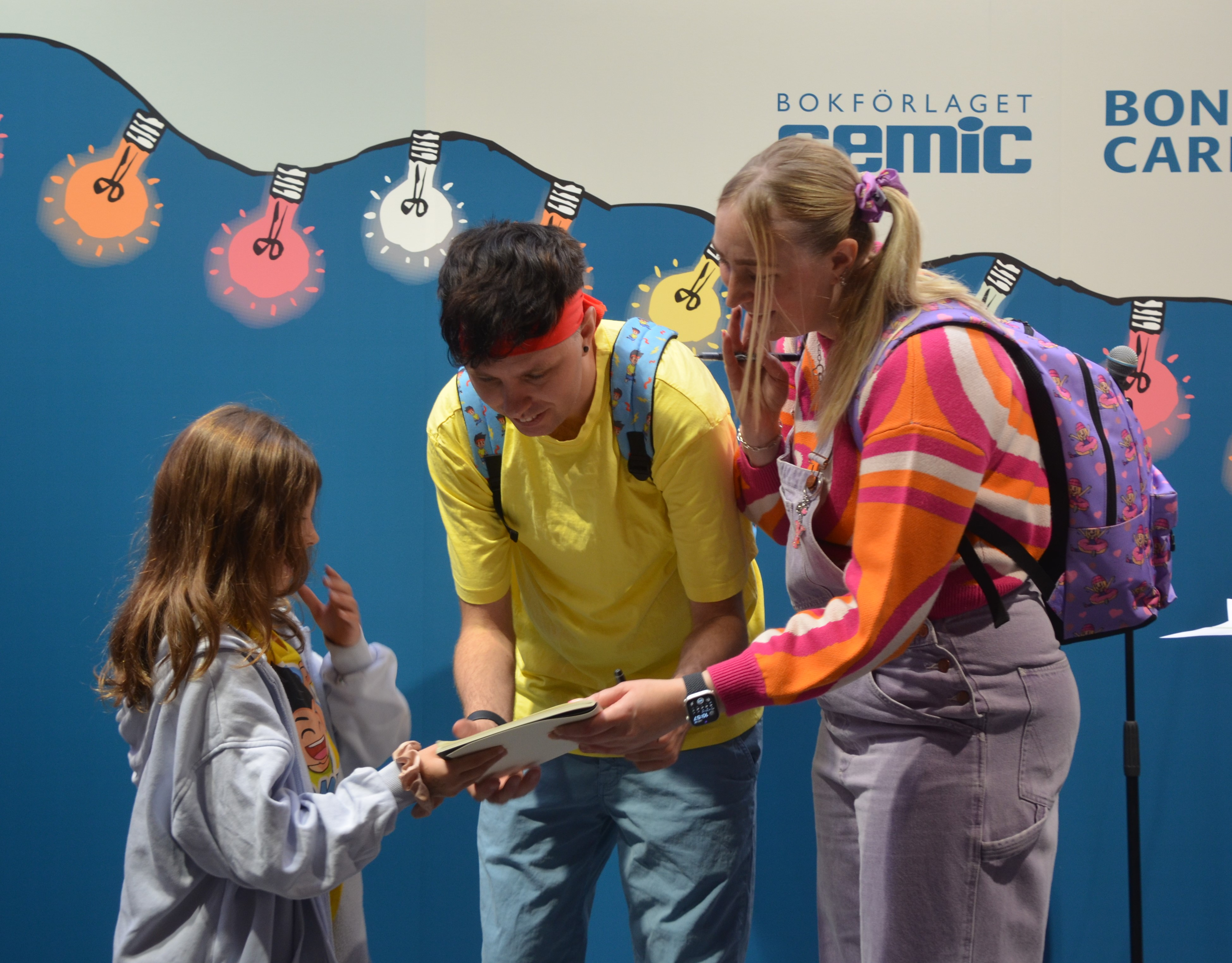
Tomu och Yumi på Bokmässan i Göteborg 2024.

Jenny Birgitta Laev Alfvén, mer känd som Yumi, född 2 mars 1989 i Lena församling i Uppsala län, är en svensk youtubare. Hennes kanalinnehåll på Youtube är riktad mot barn där hon spelar snälla spel så som Roblox, Minecraft och andra barnvänliga spel. Den röda tråden i inläggen är glädje och vänlighet. År 2022 hade hennes kanaler 184 000 prenumeranter och 128 068 977 visningar. Innehållet till kanalen skapades (2022) i en lagerlokal i Uppsala. År 2022 listade Medieakademin Yumis kanaler på plats 45 och 46 bland Sveriges mäktigaste profiler på Youtube.
År 2022 släppte hon boken I Spelmästarens händer som hon skrivit tillsammans med pojkvännen Tomu.

## Biografi
Alfvén växte upp i Storvreta. Därefter flyttade hon tillsammans med pojkvännen till Japan där hon studerade japanska. Där tillbringade hon ett år innan hon 2016 flyttade till Gävle.